# 李琰之
李 琰之（り えんし、? - 533年）は、北魏の官僚・武人。字は景珍。小字は墨蠡。本貫は隴西郡狄道県。李韶の族弟にあたる。

## 経歴
幼い頃から有名で、神童と呼ばれた。族叔父の李沖に一族の俊英として嘱望され、いつも小遣いを与えられて自分の子のように愛された。弱冠にして秀才に挙げられたが、官につかなかった。河内の北山に遊んで、隠遁しようと考えていた。しかし彭城王元勰に召されて行台参軍とされ、嫌々ながら招聘に応じた。侍中の李彪の推薦により著作郎を兼ね、国史の修撰をつとめた。しばらくして国子博士に転じ、尚書儀曹郎中を兼ねた。中書侍郎・司農少卿・黄門郎となった。国子祭酒となり、秘書監に転じ、七兵尚書を兼ねた。太常卿となった。528年、元天穆の下で葛栄を討ち、御史中尉を兼ね、北道軍司となった。帰還すると、征東将軍に任ぜられ、太常を兼ねた。
衛将軍・荊州刺史として出向した。しばらくして尚書左僕射・三荊二郢大行台を兼ねた。まもなく散騎常侍の位を加えられた。530年、爾朱兆が洛陽に入ると、南陽郡太守の趙脩延が琰之は南朝梁に亡命するつもりだと難癖をつけ、荊州の州城を襲撃して琰之を捕らえ、荊州の行政権を掌握した。荊州城内の人が趙脩延を斬ると、琰之は荊州刺史の任にもどった。532年、孝武帝が即位すると、琰之は洛陽に召還されて侍中・車騎大将軍・左光禄大夫・儀同三司を兼ねた。533年、死去した。侍中・驃騎大将軍・司徒公・雍州刺史の位を追贈された。諡は文簡といった。
子に李綱・李恵があり、ともに孝武帝に従って関中に入った。

## 伝記資料
- 『魏書』巻82 列伝第70
- 『北史』巻100 列伝第88